# Brinkenweiher
Der Brinkenweiher liegt ca. 400 Meter östlich der Gemeinde Steinen und ist mit ca. 21 Hektar Wasserfläche der drittgrößte Weiher der Westerwälder Seenplatte. Er wurde 1977 zum Naturschutzgebiet erklärt.

## Geschichte

### Entstehung
Der Brinkenweiher wurde vom Grafen Friedrich III. von Wied um das Jahr 1660 durch den Anstau der Quellbäche des Holzbaches angelegt. Der Weiher diente (wie auch die anderen Seen der Westerwälder Seenplatte) der Fischzucht, bis er 1977 unter Naturschutz gestellt wurde.

### Der Brinkenweiher heute
Heutzutage ist der Weiher im Osten von einem dichten Wald umgeben. Im Norden hingegen besitzt er ein sumpfiges Ufer, in dem seltene Tiere (besonders Vögel) leben und brüten. Dieser Uferbereich wird in westlicher Richtung kleiner, bis er schließlich von den zu Steinen gehörenden Wiesen abgelöst wird. Im Süden wird er nur durch einen schmalen Damm, über den auch ein Weg führt, vom auch zur Seenplatte gehörenden Postweiher getrennt. Seit 2019 ist der Brinkenweiher zusammen mit den anderen Weihern der Westerwälder Seenplatte im Besitz der NABU-Stiftung Nationales Naturerbe.

## Einzelnachweise

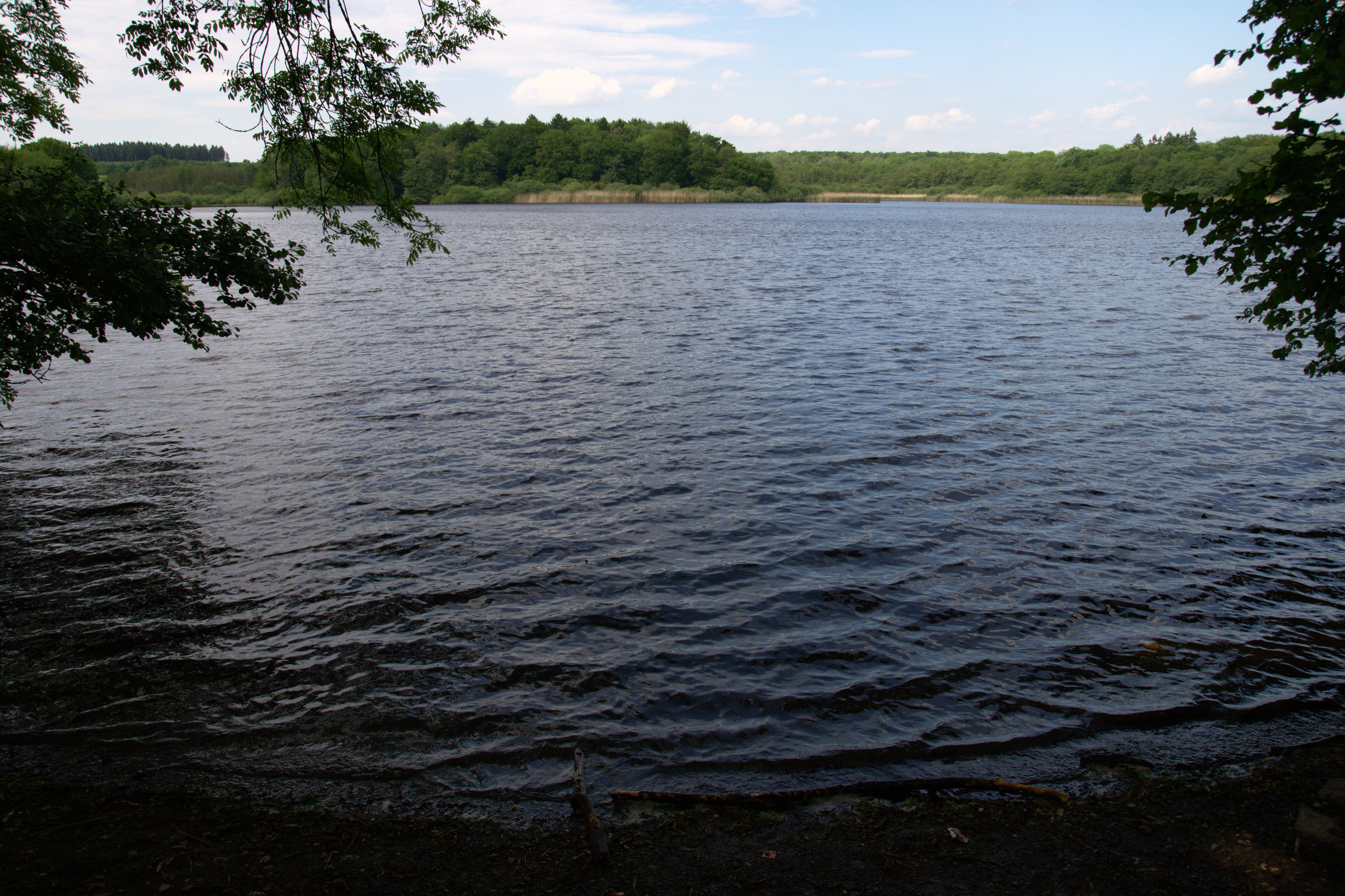
Brinkenweiher aus Süden